# 후쿠오카현도 제82호선
후쿠오카현도 제82호선(일본어: 福岡県道82号久留米立花線, 후쿠오카현도 제82호 구루메 다치바나 선)은 후쿠오카현 구루메시와 야메시를 사이에 둔 현도이자 주요 지방도이다. 그러나 이 도로의 애칭은 주로 후지야마 선으로 통하게 되며 이 도로가 후쿠오카현도 제752호선의 구간을 일부 포함시키는 것으로 보이게 된다.

## 노선 정보
- 기점 : 후쿠오카현 구루메시 가미쓰마치 (3번 국도의 교점)
- 종점 : 후쿠오카현 야메시 다치바나마치 가네마쓰 (3번 국도의 교점)

## 노선 개황

### 중복 구간
- 후쿠오카현도 제795호선 (야메시 기토인 - 야메시 야나지마)

## 지리

### 주요 경유지
- 구루메시
- 야메군 히로카와정
- 야메시

### 교차하는 도로
국도
- 국도 제3호선
- 국도 제442호선 (일본)(일본어판)

현도 (県道)
- 후쿠오카현도 제752호선
- 후쿠오카현도 제795호선
- 후쿠오카현도 제84호선
- 후쿠오카현도 제715호선

### 연선
- 야베강(일본어판)

## 후지야마 선
후지야마 선의 경우 상술하게 되어 있는 내용에서와 같이 이 현도와 후쿠오카현도 제752호선을 합한 노선으로, 후쿠오카현도 후지야마 선(藤山線)이라고 표현된다. 그래서 해당 구간을 관통시키는 주변의 주민들의 인식이 대체적으로 약한 편인것으로 보이게 되며, 3번 국도와 후지야마 선을 서로 이어주는 우회선 중의 하나로 볼 수 없다. 다만 기점은 후쿠오카현 구루메시 고라우치마치 야리미즈에 위치하고 있다. 이 길목에서는 210, 322번 국도도 만나게 되며, 규슈 자동차도의 구루메 나들목과도 직접 접촉한다. 그리고 86, 82, 752번 현도와 조합한 방식대로 묶여 있는 도로의 특색상 구루메 시가지를 이어주는 환상도로의 역할을 기능하여 수행된다.

### 교차하는 도로
- 후쿠오카현도 제86호선

### 연선
- 구루메 대학 의료 센터
- 육상자위대 구루메 주둔지(일본어판)